# Pavlovszk (Szentpétervár)
Pavlovszk (oroszul: Павловск; 1918 és 1944 között neve Szluck) város Oroszország európai részén, Szentpétervártól 26 km-re délre. Közigazgatásilag Szentpétervár Puskini kerületéhez tartozik, a nagyváros idegenforgalmának egyik kedvelt célpontja.
Lakossága 19 600 fő (2002).
Legfőbb nevezetessége a pavlovszki palota, egykor a cári család egyik legszebb rezidenciája, melynek a város létrejöttét köszönheti. A palota épületegyüttesét és parkját Szentpétervár és környéke más műemlékeivel együtt 1990-ben felvették az UNESCO világörökség listájára.

## I. Pál cár palotája

### Története
A palota története 1777-ben kezdődött, amikor II. Katalin cárnő fiának, Pavelnek első gyermeke születése alkalmából az itteni Szlavjanka-folyó partján földterületet ajándékozott. A palota és a város Pavelről, a későbbi I. Pál cárról kapta nevét.
A palota első, viszonylag szerényebb formájában 1782-ben, a skóciai Charles Cameron tervei szerint épült, majd köré parkot telepítettek. I. Pál cárrá koronázása, 1796 után a palotát átépítették, megnagyobbították, ettől kezdve a cár nyári rezidenciája lett, a körülötte kialakult település pedig városi rangot kapott. Miután 1801-ben I. Pál gyilkosság áldozata lett, a palotát özvegye, Marija Fjodorovna birtokolta. 1803 januárjában tűzvész pusztította, újjáépítése két évig tartott. A következő bő két évtized a rezidencia fénykora volt, ekkor épült hozzá a könyvtárnak helyet adó épületrész is (1822–1824). Marija Fjodorovna halála (1828) után a pavlovszki palota és parkja előbb I. Miklós cár testvére, majd Konsztantyin Nyikolajevics nagyherceg birtoka lett, akik ritkán fordultak meg itt és elhanyagolták.
Az 1917-es bolsevik forradalom utáni években a terület állami kézbe került. Kezdetben múzeummá akarták alakítani, végül azonban helyiségeit raktárnak használták, berendezéseinek, műtárgyainak nyoma veszett. A második világháború idején a terület német megszállás alá került, 1944-ben szabadult fel. A helyreállítás a következő évtizedekben vontatottan folyt, az 1970-es évek végére fejeződött be. Napjainkban az épületegyüttes a körülötte fekvő parkkal együtt múzeum.

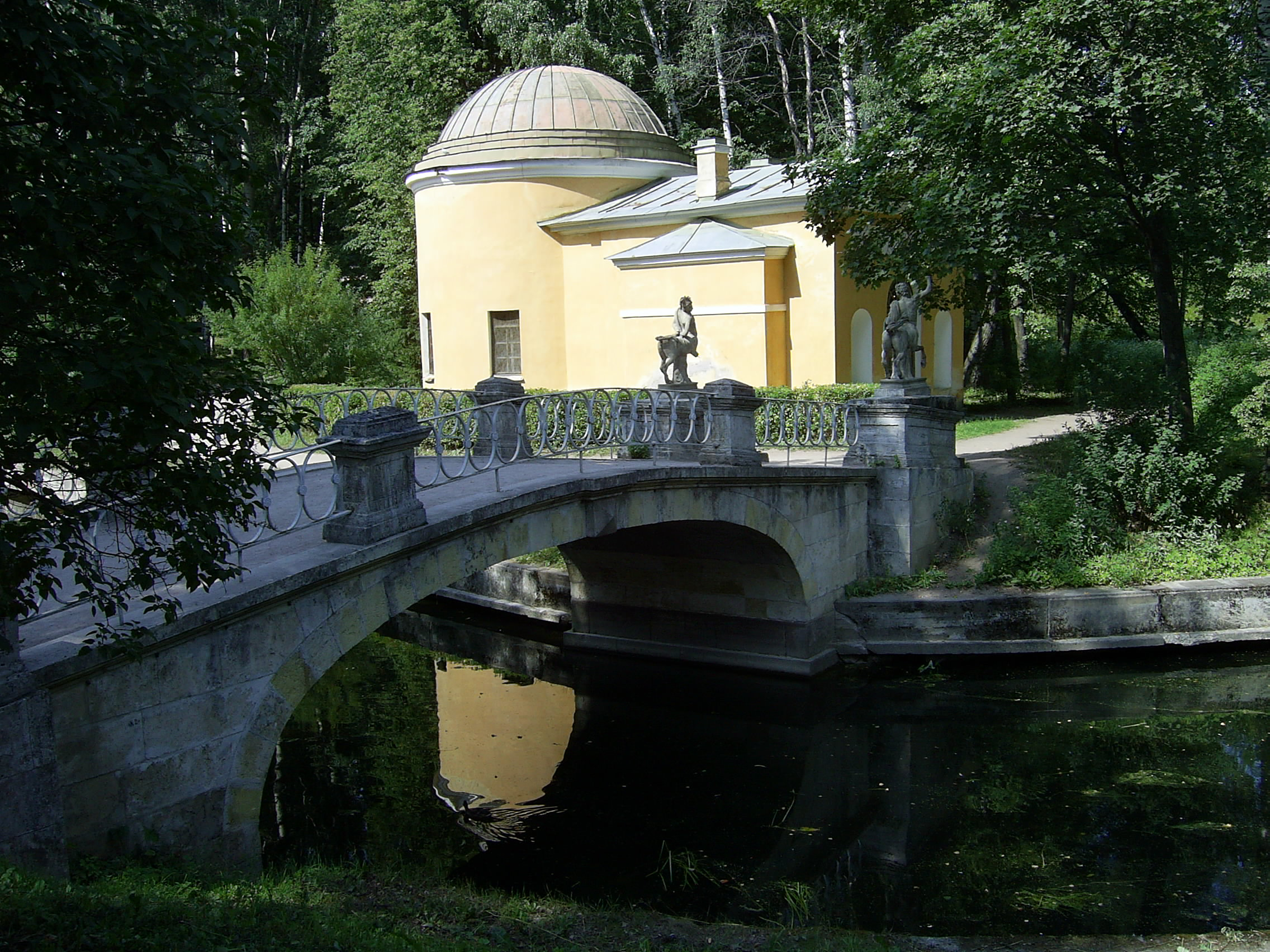
Híd a palotát övező parkban

### A palota és parkja
Az épületegyüttes a Szlavjanka-folyó partján épült, a körülötte elterülő 600 hektáros park a folyó túlsó partjára is átnyúlik. A palota központi épületét alacsony kupola fedi. A két oldalszárnyát a főépülettel félkörívet alkotó, emeletes galériák kötik össze. A déli épületszárnyban rendezték be a tróntermet, mögötte a Mária-Magdolna-templom emelkedik. Az épületegyüttes előtt kialakított díszudvaron állították fel I. Pál cár szobrát.
A pavlovszki park a természetes vonalakat és megoldásokat előnyben részesítő angol típusú parkok közé tartozik. Ligeteit, tisztásait, kanyargós sétányait  szobrok, lugasok, romantikus neveket viselő oszlopcsarnokok, pavilonok teszi változatossá.

## Az első vasútvonal
Oroszország első vasútvonalát Szentpétervár és Pavlovszk között nyitották meg 1837-ben. Ez is hozzájárult ahhoz, hogy a város a 19. század második felére Szentpétervár tehetősebb családjainak egyik kedvelt kiránduló- és nyaralóhelye lett. Az állomás épülete egy időben valóságos koncertteremmé változott, olyan híres zeneszerzők is felléptek itt, mint ifj. Johann Strauss, Liszt Ferenc vagy Robert Schumann. A régi épület a II. világháború idején elpusztult, a mai épület az 1950-es években épült.

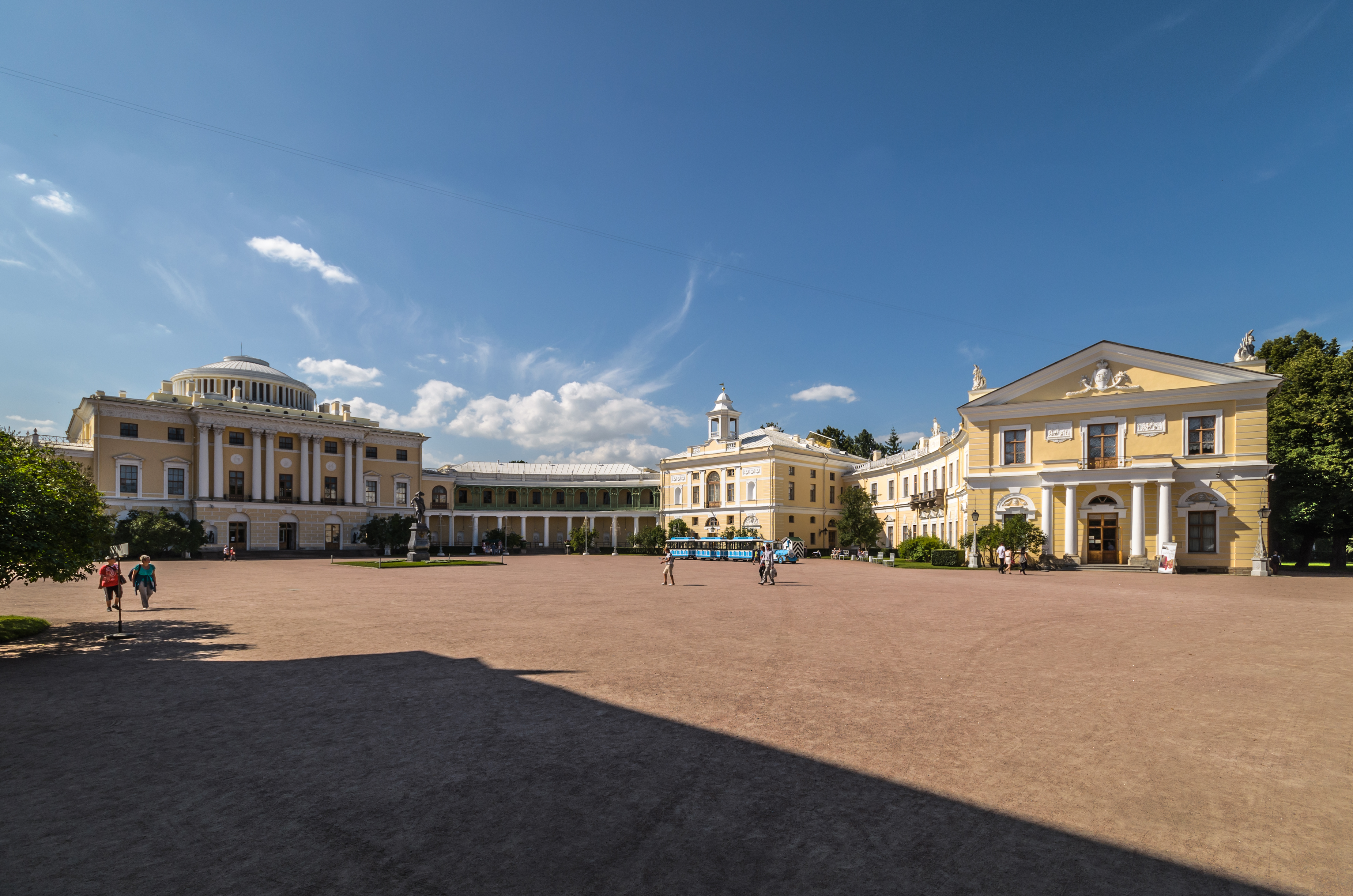
Pavlovszki palota
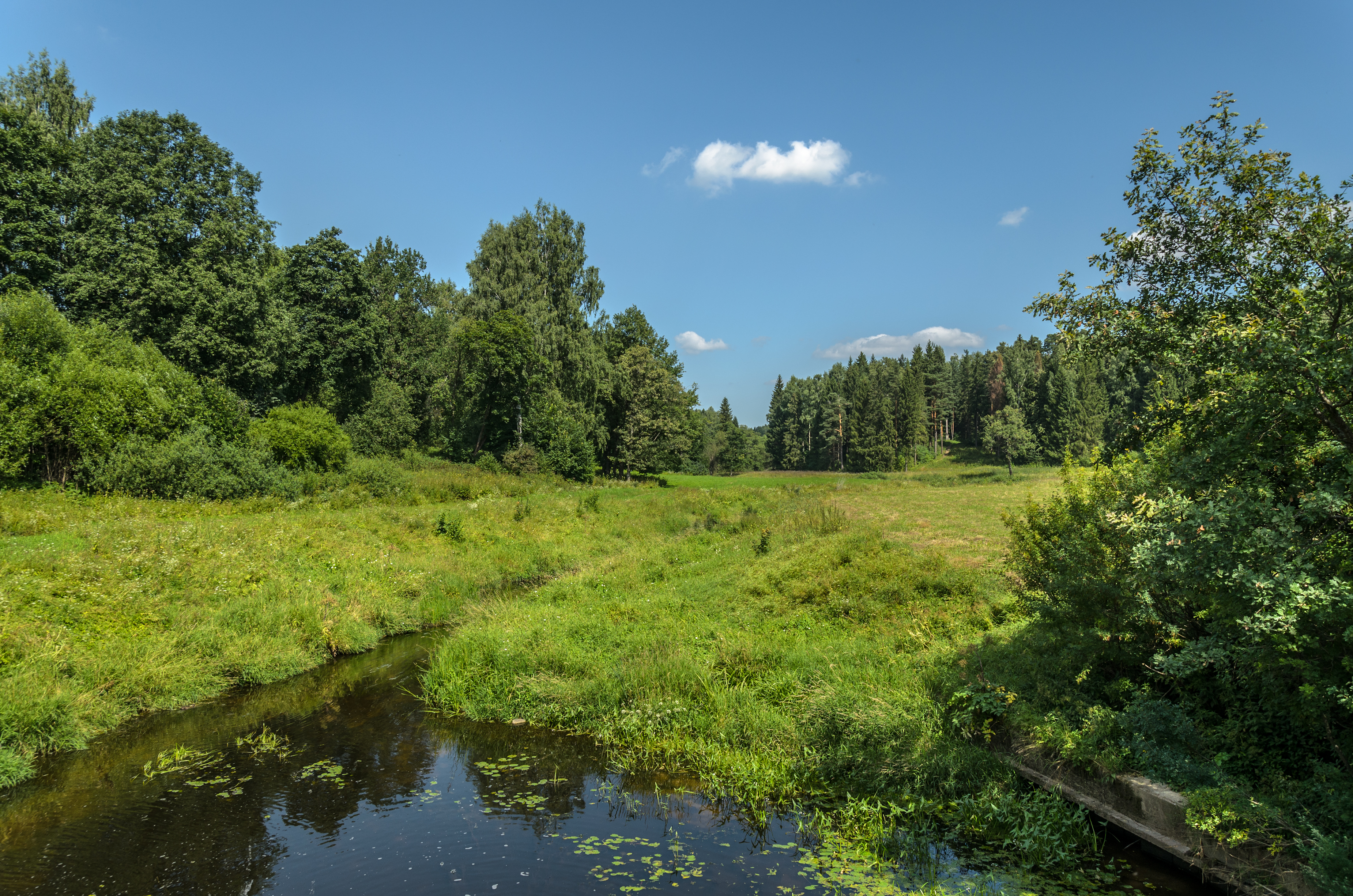
Park Pavlovszkban
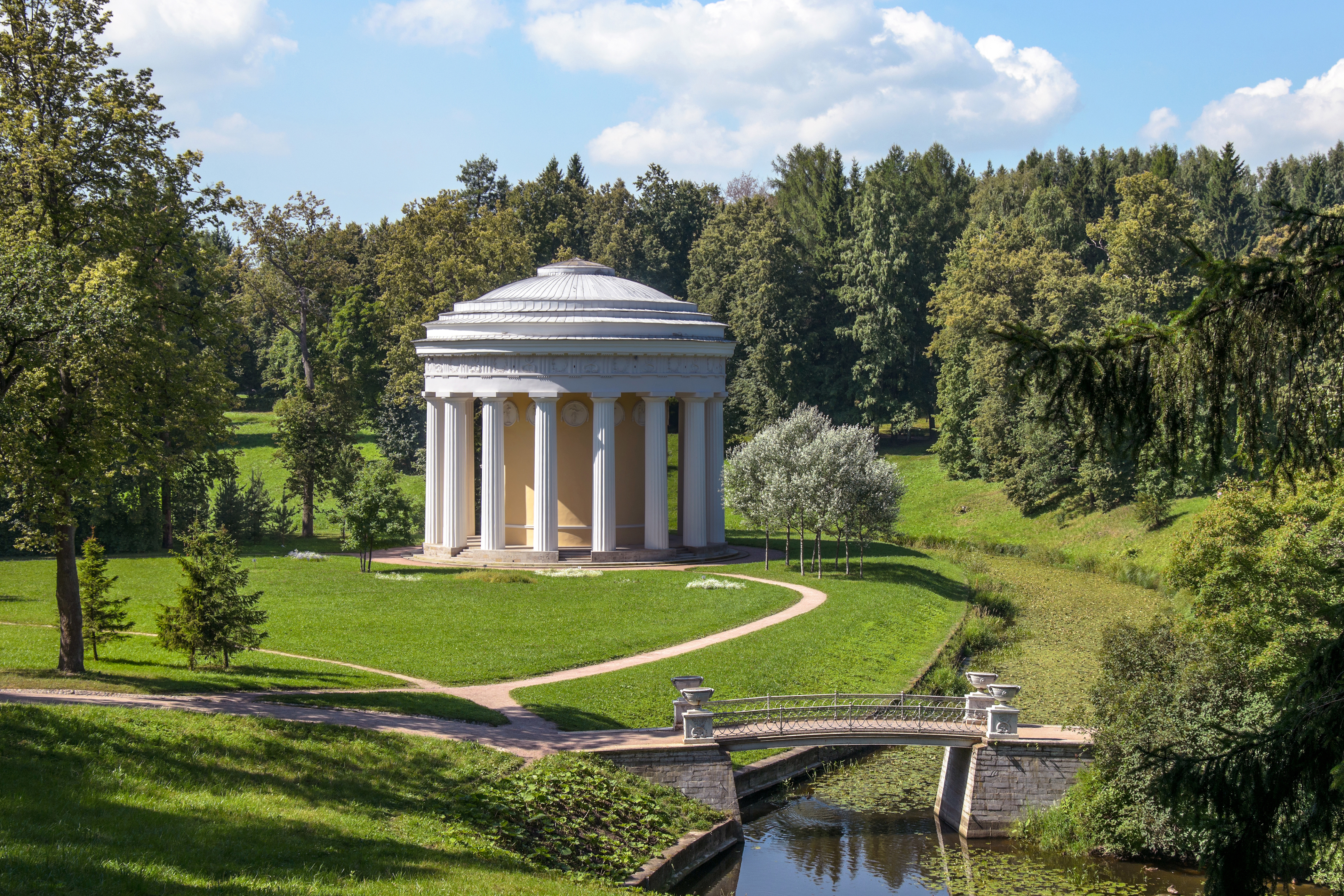
Pavlovszki park. A Szlavjanka-folyó és a Barátság-templom
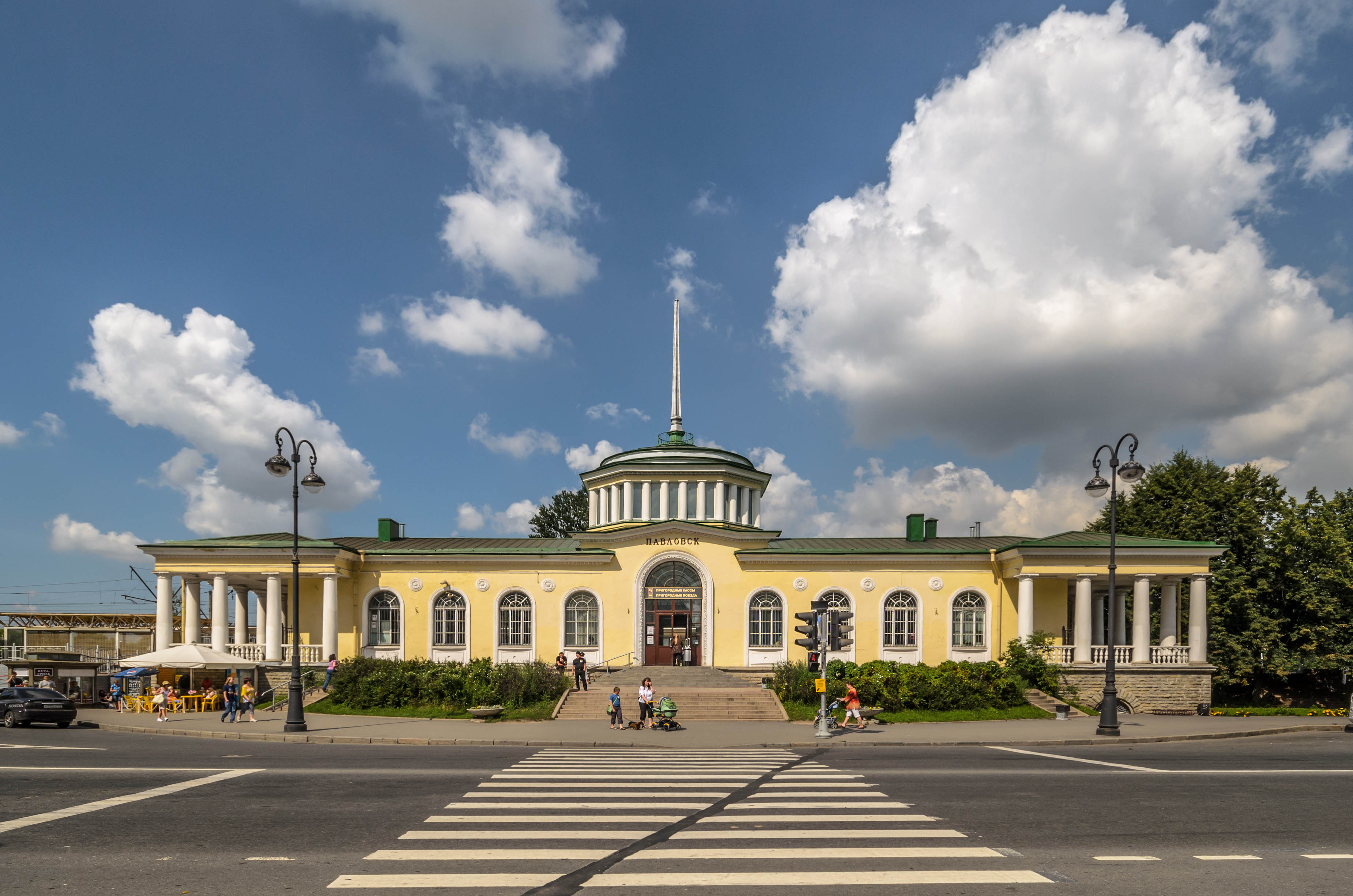
Pavlovszk